# Јерменија на Песми Евровизије
Свој деби на избору за Песму Евровизије Јерменија је имала 2006. године са песмом "Without Your Love" коју је извео певач по имену Андре (André). Андре је успео да као 6. прође полуфинале, и у финалу такмичења одржаног у Атини заврши на фантастичном 8. месту (на финалној вечери, Андре је добио 12 поена од Русије и Белгије, а 10 од Турске, Француске, Холандиј и Грчке.).
Захваљујући том пласману међу првих десет, наредне године јерменски представник је стекао право директног наступа у финалу, а Хајко је завршио такође на 8. месту са 138 поена. Као по правилу, Јерменија је сваке године била пласирана међу првих десет на финалној вечери. Правило је 2011. „прекршила“ Ема Давидовна Бенжанјан (или скраћено Emmy) коју је само један поен делио од места у финалу.
Због непостојања дипломатских односа између државе Јерменије и Азербејџана чији главни град Баку је 2012. био домаћин такмичења, Јерменија је бојкотовала то такмичење.

## Учесници
| Година | Узвођач              | Песма            | Финале            | Поени             | Полуфинале       | Поени            |                  |
| ------ | -------------------- | ---------------- | ----------------- | ----------------- | ---------------- | ---------------- | ---------------- |
| 2006   | Андре Ховнанјан      |                  | 8.                | 129               | 6.               | 150              |                  |
| 2007   | Хајко                |                  | 8.                | 138               | Топ 10 из 2006.  | Топ 10 из 2006.  |                  |
| 2008   | Сирушо               |                  | 4.                | 199               | 2.               | 139              |                  |
| 2009   | Инга и Ануш Аршакјан | Јан Јан          | 10.               | 92                | 5.               | 99               |                  |
| 2010   | Ева Ривас            |                  | 7.                | 141               | 6.               | 83               |                  |
| 2011   | Emmy                 |                  | Нису се пласирали | Нису се пласирали | 12.              | 54               |                  |
| 2012   | Није учествовала     | Није учествовала | Није учествовала  | Није учествовала  | Није учествовала | Није учествовала | Није учествовала |
| 2013   | Доријанс             |                  | 18                | 41                | 7                | 69               |                  |
| 2014   | Aram MP3             |                  | 4                 | 174               | 4                | 121              |                  |
| 2015   | Genealogy            |                  | 16                | 34                | 7                | 77               |                  |
| 2016   | Ивета Мукучјан       |                  | 7                 | 249               | 2.               | 243              |                  |
| 2017   | Арцвик               |                  | 18                | 79                | 7                | 152              |                  |
| 2018   | Севак Ханагјан       |                  | Нису се пласирали | Нису се пласирали | 15               | 79               |                  |
| 2019   | Србук                |                  | Нису се пласирали | Нису се пласирали | 16               | 49               |                  |
| 2020   | Атена Манукјан       |                  | Отказано          | Отказано          | Отказано         | Отказано         |                  |
| 2021   | Није учествовала     | Није учествовала | Није учествовала  | Није учествовала  | Није учествовала | Није учествовала | Није учествовала |
| 2022   | Роса Лин             |                  | 20                | 61                | 5                | 187              |                  |
| 2023   | Brunette             |                  | 14                | 122               | 6                | 99               |                  |
| 2024   | Ladaniva             | Jako             | 8                 | 183               | 3                | 137              |                  |
| 2025   | Парг                 | Survivor         | 20                | 72                | 10               | 51               |                  |
| 2026   |                      |                  |                   |                   |                  |                  |                  |

## Историја гласања (2006—2011)
Јерменијa је своје бодове давала следећим државама:
| Ренкинг | Држава    | Поени |
| ------- | --------- | ----- |
| 1       | Русија    | 66    |
| 2       | Грчка     | 44    |
| =       | Украјина  | 44    |
| 3       | Грузија   | 37    |
| 4       | Француска | 25    |
| 5       | Норвешка  | 18    |

Јерменија је највише бодова добијала од:
| Ренкинг | Држава    | Поени |
| ------- | --------- | ----- |
| 1       | Русија    | 51    |
| 2       | Холандија | 49    |
| 3       | Белгија   | 48    |
| 4       | Турска    | 44    |
| =       | Француска | 44    |
| 5       | Израел    | 41    |
| 6       | Шпанија   | 38    |
| =       | Бугарска  | 38    |
| 7       | Кипар     | 36    |
| 8       | Грчка     | 35    |
| 9       | Грузија   | 34    |
| =       | Чешка     | 34    |
| =       | Пољска    | 34    |
| 10      | Украјина  | 28    |

Поени у табелама се односе само на финала, не и на полуфиналне вечери!!! 
| Веб адреса | Службена ЕБУ страница                                               |
| ---------- | ------------------------------------------------------------------- |
| AMPTV page | http://www.eurovision.tv/page/history/by-country/country?country=49 |